# 유영국

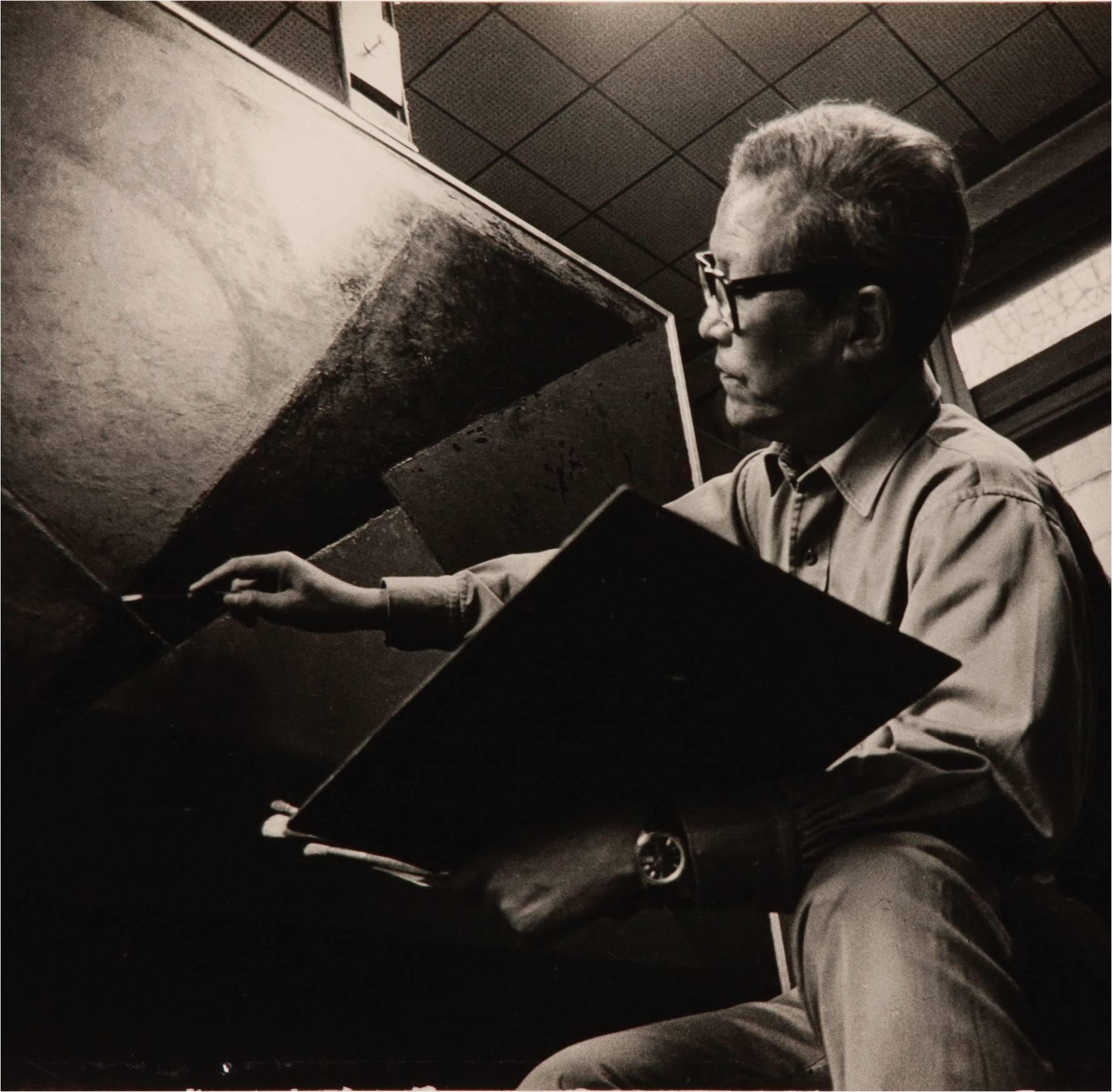
1968년 모습

유영국(劉永國, 1916년~2002년)은 대한민국의 1세대 서양화가이다. 그는 한국 모더니즘과 추상미술의 선구자로 꼽힌다.
경상북도 울진 출신이다. 1937년 일본 도쿄문화학원(東京文化學院) 유화과를 졸업했고, 1937년부터 도쿄에서 추상회화(抽象繪畵) 운동에 참가, 일본 독립전(獨立展)과 자유미전(自由美展)에 출품하여 수상하고 동 회우(會友)로 있었으며, N.B.G 동인전을 긴자에서 열기도 했다. 해방 후 1948년 신사실파전(新寫實派展), 1956년에는 모던 아트협회의 동인으로 활약했고 1962년 신상회(新象會)의 결성에도 참가했다. 1959년 이후 조선일보 현대작가초대전, 1963년 제7회 상파울루 비엔날레 및 도쿄 국립미술관 주최 한국현대작가전, 이스파 국제전에도 출품했다. 홍익대학교 교수를 역임하고 1964년과 1970년 사이에 4회의 개인전을 가졌다.

## 작품 세계
그는 점, 선, 면, 형, 색 등 기본적인 조형 요소를 활용해 강한 에너지를 표현했다. 차가운 기하학적인 추상회화로 일관해온 그의 작품경향은 후기로 접어들수록 더욱 단순화되고 견고한 구축성을 보이는데 주로 산을 테마로 하여 암록색조(暗綠色調)의 바탕에 섬광처럼 번득이는 황색의 빛으로 미묘한 긴장감을 일으키는 특유한 화면을 전개시킨다. 주요 작품으로 〈산〉 등이 있다.

## 상훈과 추모
- 1938년 제2회 자유미술가협회전 최고상 수상
- 1976년 대한민국 예술원상 미술본상 수상
- 1982년 대한민국 문화예술상

## 같이 보기
- 유영국미술문화재단